# Nazaré (Film)
Nazaré ist ein portugiesischer Film des Regisseurs Manuel Guimarães aus dem Jahr 1952. Das schwarzweiße Filmdrama spielt im Fischerdorf Nazaré, wo sich im Film die überwiegend arme Dorfgemeinschaft vom lebensgefährlichen Fischfang ernährt.

## Handlung
Die beiden Brüder António und Manuel Manata könnten kaum unterschiedlicher sein: ist António Manata stark und mutig, so ist sein Bruder Manuel schwach und feige. Sie stammen aus einer traditionellen Fischerfamilie, die sich für verflucht hält.
Der zupackende António liebt die schöne Maria de Nazaré und sie heiraten schließlich. Sie hält das Geld zusammen, um ein schönes Heim für sie zu bauen, doch reichen die spärlichen Fischereinkünfte kaum, so sehr sich der aufrechte António auch müht.
Den unglücklichen Manuel dagegen verbindet eine Hassliebe mit dem Meer. Er versucht seine Ängste schließlich zu überwinden und eigenes Geld und Anerkennung zu bekommen, in dem er sich vom Bootsbesitzer Ti' Manel Peixe Mau ein Boot leiht und eine Mannschaft zusammenstellt. In einem schweren Unwetter entkommen sie danach nur knapp dem Tod, woraufhin António in eine Krise gerät. Mit dem bevorstehenden Winter kommt nun auch noch die Zeit des aufgewühlten Meeres und damit Arbeitslosigkeit auf die Fischer zu. Die Familien steuern auf eine Zeit von Hunger und Elend zu.
Trotz sonniger und fröhlicher Momente wird die Dorfgemeinschaft weiter zunehmend von Spannungen und Hoffnungslosigkeit geplagt, und die Männer entschließen sich zu einem erneuten, schicksalbestimmenden Kampf um den Lebensunterhalt.

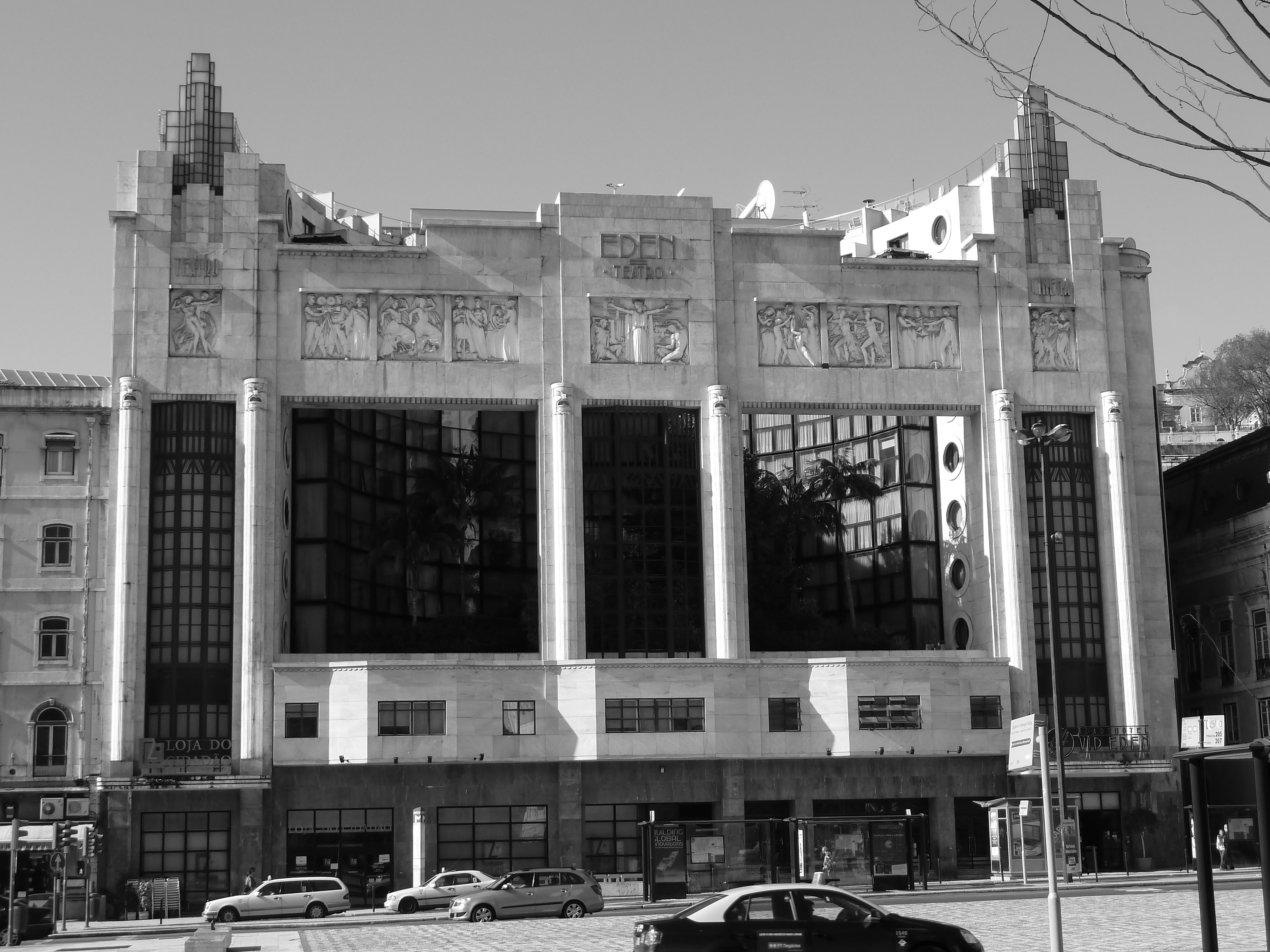
Das 1931 erbaute Art-déco-Kino Teatro Éden an der Praça dos Restauradores in Lissabon: hier hatte Nazaré 1952 Premiere.

## Rezeption
Der Film feierte am 12. Dezember 1952 Premiere, im Lissabonner Kino Teatro Éden an der Praça dos Restauradores.
Neben den Schauspielern der Hauptfiguren wird die Dorfgemeinschaft von Laienschauspielern dargestellt, tatsächliche Fischerfamilien aus Nazaré. Im Film werden auch Szenen der Arte Xávega gezeigt, der traditionellen Küstenfischerei mit Ochsengespannen.
Das Drehbuch stammt von Alves Redol, einem bedeutenden portugiesischen neorealistischen Schriftsteller, der im Verlauf der Filmarbeiten eng mit dem Regisseur zusammenarbeitete. Der Film zählt nicht zuletzt wegen dieser Zusammenarbeit zu den am deutlichsten neorealistisch ausgerichteten Filmen des Regisseurs, der in seinem gesamten Schaffen stets eine spürbare Nähe zum italienischen Neorealismus zeigte, sich ihm aber nie entschieden zuwandte, auf Grund der Zensur der Salazar-Diktatur und des beschränkten filmischen Umfelds des Portugiesischen Kinos seiner Zeit. Nazaré enttäuschte damit die Cineasten in Portugal, die durch ihn auf einen Neorealismus auch im Kino Portugals hofften (nach Literatur und bildenden Künsten), und auch an der Kinokasse blieb der Film ohne größeren Erfolg.
Nazaré erschien zuletzt 2010 in einer DVD-Box mit fünf Filmen des Regisseurs Manuel Guimarães bei Costa do Castelo-Filmes in Zusammenarbeit mit der Cinemateca Portuguesa.